# Sztuka Gruzji

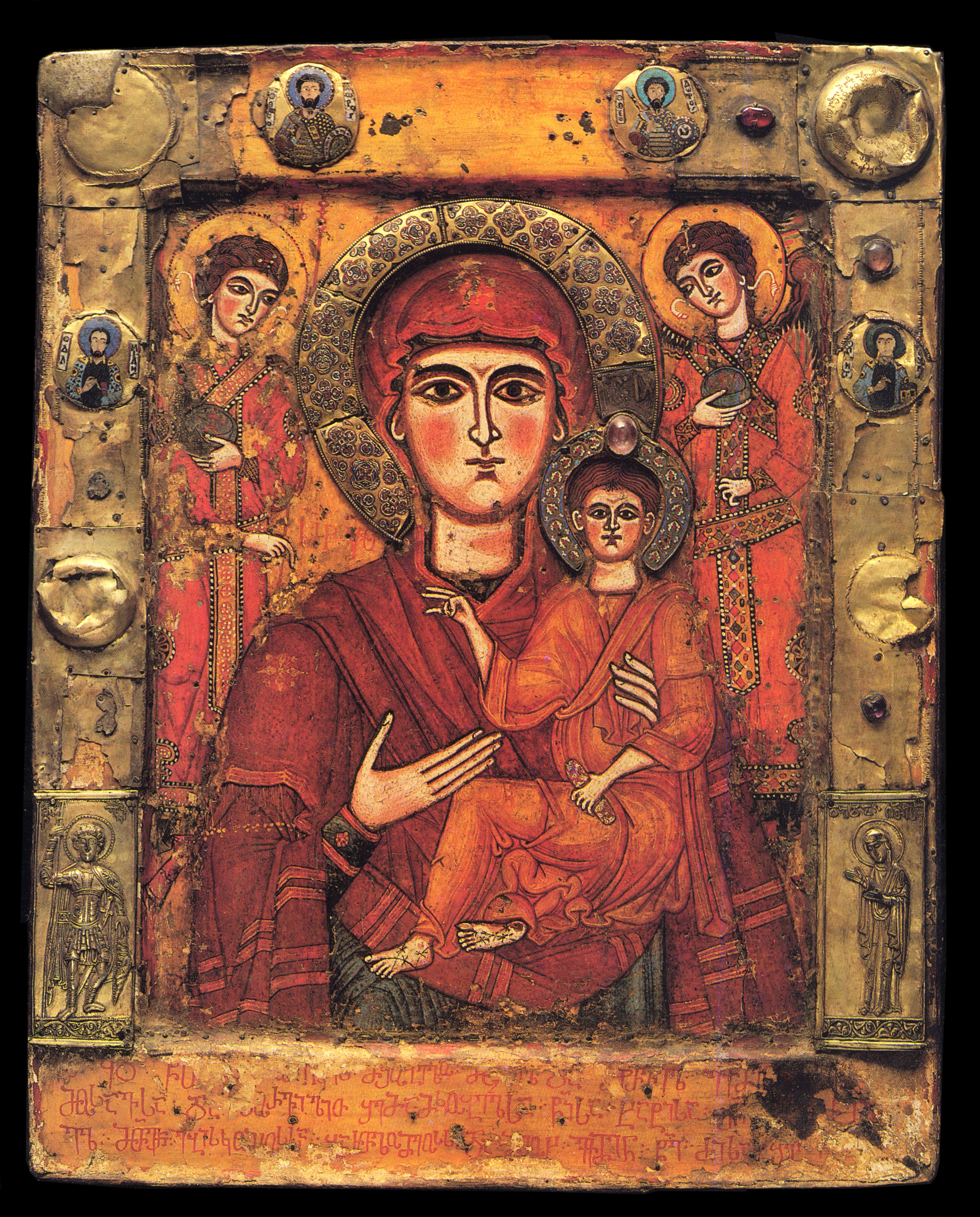
Matka Boska z Dzieciątkiem i archaniołami z klasztoru w Żilkani (IX-XIII w.)

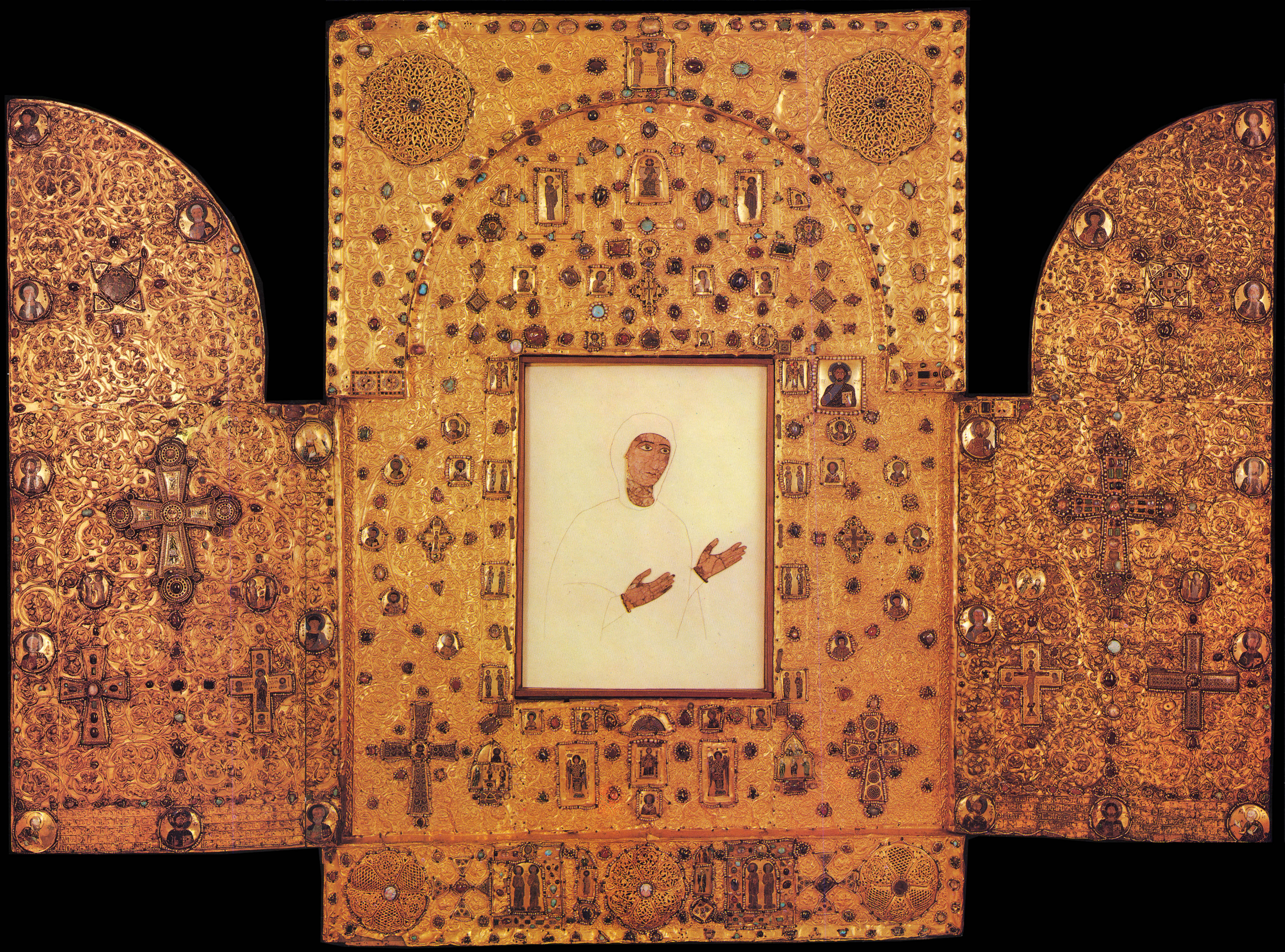
Tryptyk Matki Boskiej Chachulskiej

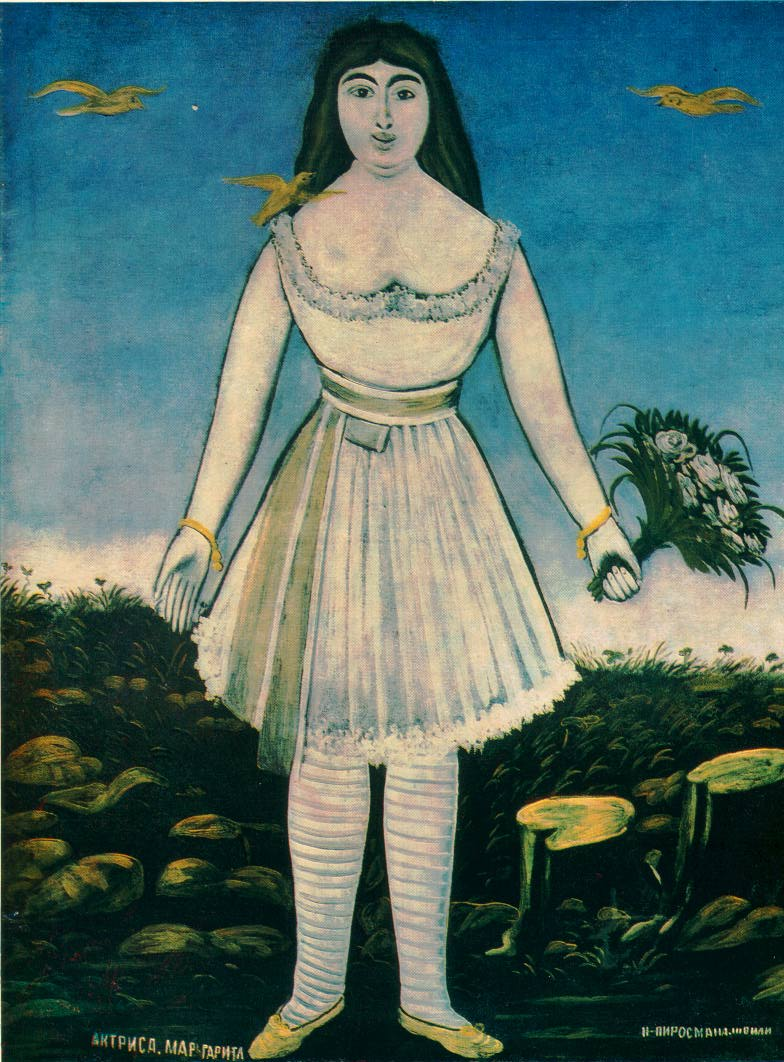
Niko Pirosmanaszwili: Aktorka Margarita

Najdawniejsze zabytki sztuki narodów, zamieszkujących obszar dzisiejszej Gruzji, pochodzą z czasów przedhistorycznych. Odkryto zabytki kultury materialnej z czasów paleolitu i neolitu. Zabytki z epoki brązu świadczą już o wysokiej kulturze dawnych mieszkańców. W kurhanach znaleziono m.in. bogato zdobione srebrne naczynia. Styl zabytków wskazuje na wpływy kultury Urartu.
Z okresu hellenistycznego pochodzą zabytki o bogatych ornamentach plecionkowych z motywami zwierzęcymi. Z V wieku p.n.e. zachował się złoty skarb z Achałgori.
W I połowie IV w. chrześcijaństwo stało się religią państwową. Powstały pierwsze świątynie w układzie bazylikowym i centralnym, przypominające budowle wczesnoromańskie Europy zachodniej. Płaskorzeźby figuralne i późniejsze ornamenty plecionkowe świadczą o poziomie rzemiosła. W apsydach świątyń pojawiły się mozaiki.
W X w. można zauważyć wpływy kultury arabskiej i perskiej, szczególnie w zdobieniu manuskryptów. Malarstwo freskowe rozwijało się pod wpływami Bizancjum. Złotnicy gruzińscy stworzyli bogato zdobione przedmioty kultu religijnego, m.in. krucyfiksy i relikwiarze. Okładki ksiąg kultowych zdobiono okładziną z blachy srebrnej z wytłoczoną dekoracją. Najcenniejszym zabytkiem tego rodzaju jest oprawa Ewangeliarza Berdskiego – dzieło Beszkena i Beki Opizari. Ważną rolę odgrywał kunszt emalii komórkowej (cloisonné). W X w. powstał w tej technice tryptyk Matki Boskiej Chachulskiej.
Wraz ze wzrostem potęgi państwa gruzińskiego rozwijała się sztuka, dochodząc do doskonałości w XII i XIII wieku.
Od XVII wieku widoczny staje się upadek sztuki gruzińskiej. Pojawiają się wpływy sztuki europejskiej.
W XIX w. wpływy rosyjskie powodują upadek tradycji narodowych. Artyści gruzińscy zaczęli wyjeżdżać na naukę do Petersburga. Tbiliscy drobnomieszczanie domagali się naśladownictwa sztuki salonowej.
Nawet słynny malarz naiwny Niko Pirosmanaszwili (1860-1918) w swojej twórczości musiał kierować się gustem swoich klientów – drobnych sklepikarzy i właścicieli jadłodajni, tworząc mimo to dzieła zaliczane do wybitnych dzieł malarstwa prymitywistów.
W okresie radzieckim artyści gruzińscy unikali stosowania się do wymagań akademickiego realizmu socjalistycznego. Sztuka gruzińska tego okresu posługiwała się monumentalną stylizacją. Odrodziła się sztuka tzw. czekanki - metaloplastyki kutej w blasze miedzianej, nawiązującej stylistycznie do sztuki przedchrześcijańskiej i średniowiecznej.

## Literatura
- Szałwa Amiranaszwili: Sztuka gruzińska, Państwowe Wydawnictwo Naukowe, Warszawa 1973
- David Marshall Lang, Dawna Gruzja, Państwowy Instytut Wydawniczy, Warszawa 1972
- Русудан Кения, Чеканка триптиха Хахулской Иконы Богоматери, Издательство „Менциереба” АН Груз. ССР, Тбилиси, 1972
- Shalva Amiranashvili The Khakhuli Triptych Khelovneba Publishing House Tbilisi 1972
- Goldschmiedekunst und Toreutik in den Museen Georgiens, Aurora-Kunstverlag, Leningrad 1986